# La ghigliottina volante
La ghigliottina volante (Xue di zi) è un film del 1975 diretto da Meng Hua Ho.

## Trama
L'imperatore Yung Cheng della dinastia Ching vuole eliminare i magistrati ostili e fare piazza pulita di tutti quelli che potrebbero dargli fastidio. Da compito cosi a Sin Kang di perfezionare una nuova arma consistente in un cappello a lame da lanciare sulla vittima e da riprendere al volo con la testa del malcapitato, chiamata la Ghigliottina volante. Non appena Sin Kang finisce l'addestramento di dodici giovani guardie imperiali nell'uso dell'arma, l'imperatore si serve di loro come sicari. Fino a che uno di questi, Ma Teng, fugge e si innamora di Li Ping. Yung Cheng sguinzaglia allora i sicari alla caccia di Ma Teng.